# Fate (Texas)
Fate é uma cidade localizada no estado norte-americano do Texas, no Condado de Rockwall.

## Demografia
Segundo o censo norte-americano de 2000, a sua população era de 497 habitantes.
Em 2006, foi estimada uma população de 3701, um aumento de 3204 (644.7%).

## Geografia
De acordo com o United States Census Bureau tem uma área de
12,3 km², dos quais 12,3 km² cobertos por terra e 0,0 km² cobertos por água.

## Localidades na vizinhança
O diagrama seguinte representa as localidades num raio de 12 km ao redor de Fate.